# Kwasice organiczne
Kwasice organiczne, acydurie organiczne, acydemie organiczne – grupa genetycznie uwarunkowanych zaburzeń metabolizmu aminokwasów, szczególnie aminokwasów rozgałęzionych (izoleucyna, leucyna i walina). Te schorzenia powodują nadmierną produkcję i nagromadzenie określonych kwasów organicznych, których zazwyczaj u osób zdrowych nie stwierdza się.
Najczęściej spotykane kwasice organiczne to: kwasica metylomalonowa, kwasica propionowa, złożona kwasica malonowa i metylomalonowa, kwasica izowalerianowa i choroba syropu klonowego.